# Planchonella tahitensis
Planchonella tahitensis är en tvåhjärtbladig växtart som först beskrevs av Jean Nadeaud, och fick sitt nu gällande namn av Jean Baptiste Louis Pierre och Marcel Marie Maurice Dubard. Planchonella tahitensis ingår i släktet Planchonella och familjen Sapotaceae. Inga underarter finns listade i Catalogue of Life.